# Teresita Ang-See
Teresita Ang-See (Malabon, 25 december 1949) is een Filipijns burgerrechtenactiviste. Ang-See is oprichter van Kaisa Para Sa Kaunlaran en zet zich in voor de Chinese gemeenschap in de Filipijnen. Tevens is ze actief in de bestrijding van misdaad in de Filipijnen.

## Biografie
Teresita Ang-See werd geboren op 25 december 1949 in Malabon. Ze kwam uit een gezin van twaalf kinderen met een Chinese vader en een Filipijnse moeder. Ang-See studeerde politieke wetenschappen aan de University of the Philippines. Na haar studie werkte ze als onderzoeksassistent bij de federatie voor Chinees-Filipijnse kamers van koophandel en industrie. Later werkte ze voor de ngo Pagkakaisa sa Pag-unlad, een organisatie die mede was opgericht door de Chinese professor Chin Ben See. In 1975 trouwde ze met Ben See. Na de moord op Benigno Aquino jr. werd de groep nieuw leven ingeblazen onder de naam Kaisa Para sa Kaunlaran. Na het overlijden van haar man kort na de EDSA-revolutie wilde ze het gedachtegoed van haar man voortzetten en richtte ze op 28 augustus 1987 Kaisa Para Sa Kaunlaran, Inc. op. Deze ngo zette zich in voor de integratie van Chinese Filipino's in de Filipijnse samenleving.
Begin jaren negentig richtte Ang-See haar aandacht ook op misdaadbestrijding. Het aantal ontvoeringen voor losgeld nam in die jaren een hoge vlucht. Dit betrof veelal Chinezen en omdat de regering van Fidel Ramos het probleem bagatelliseerde, richtte Kaisa de organisaties Citizens Action Against Crime en de Movement for the Restoration of Peace and Order op. Ze begon een persoonlijke kruistocht tegen deze kidnappings en was daarin vaak succesvol.
Voor haar werk activiste was Ang-See in 1992 een van de "Ten Outstanding Women in Nation Service". Naast haar werk als activiste schreef ze een boek met de titel: Ambition and Identity, Chinese Merchant Elites 1880-1916 over Chinezen in de Filipijnen.